# IIHF Challenge Cup of Asia 2017
Der IIHF Challenge Cup of Asia 2017 war die zehnte Austragung des durch die Internationale Eishockey-Föderation IIHF durchgeführten Wettbewerbs. Insgesamt nahmen zwischen dem 17. März und dem 25. April 2017 neun Nationalmannschaften an den zwei Turnieren der Top-Division sowie der Division I teil.
Den Titel sicherte sich zum dritten Mal insgesamt und zum ersten Mal seit 2012 die Vereinigten Arabischen Emirate, die sich am letzten Turniertag im Spiel gegen die bis dato punktgleiche Mongolei mit 5:4 im Penaltyschießen durchsetzten. Den dritten Rang belegte Gastgeber Thailand. In der Division I setzte sich die Mannschaft aus Kuwait durch.

## Teilnehmer, Austragungsorte und -zeiträume
- Top-Division: 17. bis 23. März 2017 in Bangkok, Thailand
Teilnehmer:  Malaysia (Aufsteiger),  Mongolei,  Singapur,  Thailand,  Vereinigte Arabische Emirate
- Division I: 22. bis 25. April 2017 in Kuwait, Kuwait
Teilnehmer:  Indien,  Kuwait (erste Teilnahme seit 2015),  Macau,  Oman (erste Teilnahme seit 2015)

Der Rekordsieger  Republik China (Taiwan) verzichtete erstmals seit 2011 und nach vier Turniersiegen in Folge auf eine Teilnahme an der Top-Division.  Kirgisistan sagte seine Teilnahme nach dem Aufstieg in die Top-Division wenige Tage vor dem Turnierbeginn aufgrund fehlender finanzieller Mittel kurzfristig ab, wodurch lediglich fünf Mannschaften in der Top-Division spielten.
Ebenso kam es in der Division I zu Absagen der Mannschaften aus  Katar, den  Philippinen und  Turkmenistan, wodurch sich das Teilnehmerfeld von zunächst sieben auf lediglich vier Mannschaften reduzierte.

## Top-Division
Die Top-Division des IIHF Challenge Cup of Asia wurde vom 17. bis 23. März 2017 in der thailändischen Hauptstadt Bangkok ausgetragen. Gespielt wurde in der The Rink Ice Arena des Einkaufskomplexes CentralPlaza Grand Rama IX. Am Turnier nahmen fünf Nationalmannschaften teil, die in einer Einfachrunde den Turniersieger ausspielten. Insgesamt besuchten 1.468 Zuschauer die zehn Turnierspiele, was einem Schnitt von 146 pro Partie entspricht. Zunächst sollte auch Kirgisistan als Vorjahresaufsteiger am Turnier teilnehmen. Aufgrund fehlender finanzieller Mittel sagte die Mannschaft ihre Teilnahme jedoch kurzfristig ab, wodurch lediglich fünf Mannschaften in der Top-Division spielten.
Den Titel sicherte sich zum dritten Mal insgesamt und zum ersten Mal seit 2012 die Vereinigten Arabischen Emirate, die sich am letzten Turniertag im Spiel gegen die bis dato punktgleiche Mongolei mit 5:4 im Penaltyschießen durchsetzten. Den dritten Rang belegte Gastgeber Thailand.
| 17. März 2017 14:30 Uhr (Ortszeit) | Singapur | 0:13 (0:2, 0:5, 0:6) Spielbericht | Mongolei | The Rink Ice Arena, Bangkok Zuschauer: 63 |

| 17. März 2017 18:00 Uhr | Malaysia | 3:10 (1:2, 1:2, 1:6) Spielbericht | Vereinigte Arabische Emirate | The Rink Ice Arena, Bangkok Zuschauer: 75 |

| 18. März 2017 14:30 Uhr | Vereinigte Arabische Emirate | 10:0 (5:0, 3:0, 2:0) Spielbericht | Singapur | The Rink Ice Arena, Bangkok Zuschauer: 92 |

| 18. März 2017 18:00 Uhr | Thailand | 14:1 (3:0, 8:1, 3:0) Spielbericht | Malaysia | The Rink Ice Arena, Bangkok Zuschauer: 226 |

| 20. März 2017 14:30 Uhr | Malaysia | 4:5 (1:1, 1:2, 2:2) Spielbericht | Singapur | The Rink Ice Arena, Bangkok Zuschauer: 73 |

| 20. März 2017 18:00 Uhr | Mongolei | 5:4 (3:1, 0:2, 2:1) Spielbericht | Thailand | The Rink Ice Arena, Bangkok Zuschauer: 253 |

| 21. März 2017 14:30 Uhr | Mongolei | 10:5 (4:2, 4:1, 2:2) Spielbericht | Malaysia | The Rink Ice Arena, Bangkok Zuschauer: 83 |

| 21. März 2017 18:00 Uhr | Thailand | 3:4 (0:2, 3:1, 0:1) Spielbericht | Vereinigte Arabische Emirate | The Rink Ice Arena, Bangkok Zuschauer: 286 |

| 23. März 2017 14:30 Uhr | Vereinigte Arabische Emirate | 5:4 n. P. (1:2, 2:2, 1:0, 0:0, 1:0) Spielbericht | Mongolei | The Rink Ice Arena, Bangkok Zuschauer: 94 |

| 23. März 2017 18:00 Uhr | Thailand | 12:0 (4:0, 6:0, 2:0) Spielbericht | Singapur | The Rink Ice Arena, Bangkok Zuschauer: 223 |

| Pl. |                              | Sp | S | OTS | OTN | N | Tore  | Punkte |
| 1.  | Vereinigte Arabische Emirate | 4  | 3 | 1   | 0   | 0 | 29:10 | 11     |
| 2.  | Mongolei                     | 4  | 3 | 0   | 1   | 0 | 32:14 | 10     |
| 3.  | Thailand                     | 4  | 2 | 0   | 0   | 2 | 33:10 | 6      |
| 4.  | Singapur                     | 4  | 1 | 0   | 0   | 3 | 05:39 | 3      |
| 5.  | Malaysia                     | 4  | 0 | 0   | 0   | 4 | 13:39 | 0      |

Abkürzungen: Pl. = Platz, Sp = Spiele, S = Siege, OTS = Siege nach Verlängerung (Overtime) oder Penaltyschießen, OTN = Niederlagen nach Verlängerung oder Penaltyschießen, N = Niederlagen

Erläuterungen: Absteiger in die Division I

## Division I
Die Division I des IIHF Challenge Cup of Asia wurde vom 22. bis 25. April 2017 in der kuwaitischen Hauptstadt Kuwait ausgetragen. Gespielt wurde in der dortigen Nationalen Eislaufhalle. Am Turnier nahmen vier Nationalmannschaften teil, die in einer Einfachrunde den Turniersieger ausspielten. Insgesamt besuchten 1.048 Zuschauer die sechs Turnierspiele, was einem Schnitt von 174 pro Partie entspricht. Zunächst waren auch die Mannschaften aus Katar, den Philippinen und Turkmenistan für das Turnier gemeldet. Alle drei sagten ihre Teilnahme jedoch nachträglich ab, wodurch sich das Teilnehmerfeld von zunächst sieben auf lediglich vier Mannschaften reduzierte.
Den Turniersieg in der Division I sicherte sich die Mannschaft aus Kuwait, die ihren Heimvorteil nutzte und alle drei Spiele deutlich gewinnen konnte. Dahinter platzierten sich die Mannschaften aus Indien und dem Oman.
| 22. April 2017 16:30 Uhr (Ortszeit) | Indien | 3:2 (1:0, 0:2, 2:0) Spielbericht | Oman | Nationale Eislaufhalle, Kuwait Zuschauer: 250 |

| 22. April 2017 20:00 Uhr | Kuwait | 8:0 (3:0, 2:0, 3:0) Spielbericht | Macau | Nationale Eislaufhalle, Kuwait Zuschauer: 450 |

| 23. April 2017 16:30 Uhr | Macau | 1:2 (0:1, 0:1, 1:0) Spielbericht | Oman | Nationale Eislaufhalle, Kuwait Zuschauer: 45 |

| 23. April 2017 20:00 Uhr | Indien | 5:8 (3:4, 0:0, 2:4) Spielbericht | Kuwait | Nationale Eislaufhalle, Kuwait Zuschauer: 76 |

| 25. April 2017 16:30 Uhr | Macau | 3:7 (3:3, 0:1, 0:3) Spielbericht | Indien | Nationale Eislaufhalle, Kuwait Zuschauer: 57 |

| 25. April 2017 20:00 Uhr | Oman | 0:13 (0:5, 0:5, 0:3) Spielbericht | Kuwait | Nationale Eislaufhalle, Kuwait Zuschauer: 170 |

| Pl. |        | Sp | S | OTS | OTN | N | Tore  | Punkte |
| 1.  | Kuwait | 3  | 3 | 0   | 0   | 0 | 29:05 | 9      |
| 2.  | Indien | 3  | 2 | 0   | 0   | 1 | 15:13 | 6      |
| 3.  | Oman   | 3  | 1 | 0   | 0   | 2 | 04:17 | 3      |
| 4.  | Macau  | 3  | 0 | 0   | 0   | 3 | 04:17 | 0      |

Abkürzungen: Pl. = Platz, Sp = Spiele, S = Siege, OTS = Siege nach Verlängerung (Overtime) oder Penaltyschießen, OTN = Niederlagen nach Verlängerung oder Penaltyschießen, N = Niederlagen

Erläuterungen: Aufsteiger in die Top-Division